# Скок, Владимир Иванович
Влади́мир Ива́нович Ско́к (4 июня 1932, Киев — 20 декабря 2003, там же) — советский и украинский нейрофизиолог. Академик АН Украины (1979), академик АН СССР (1987), академик РАН (1991). Лауреат Государственной премии СССР (1989).

## Биография
Владимир Иванович Скок родился 4 июня 1932 года в Киеве. В 1955 году окончил Киевский государственный университет имени Тараса Шевченко (КГУ имени Т. Г. Шевченко).
В 1989 году стал лауреатом Государственной премии СССР.
С 1988 по 1993 год был вице-президентом НАН Украины.
Скончался 20 декабря 2003 года. Похоронен на Байковом кладбище Киева.

## Публикации
- Физиология вегетативных ганглиев. Наука, 1970[3].
- Нейрональные холинорецепторы. Наука, 1987.[4][5]
- Филипп Николаевич Серков. Наук. думка, 1988[6]
- Естественная активность вегетативных ганглиев. Наукова думка, 1989[7].